# روث جان سيمونز
روث جان سيمونز (بالإنجليزية Ruth Jean Simmons) من مواليد 3 تموز - يوليو من سنة 1945 كانت رئيسة جامعة براون من 2001 وحتى عام 2012، أنتخبت سيمونز لمنصب رئيس جامعة براون في تشرين الثاني - نوفمبر من سنة 2000 وتولت مهام منصبها في 14 تشرين الأول -أكتوبر من سنة 2001

## حياتها المبكرة
روث جان سيمونز ولدت في 3 تموز- يوليو من سنة 1945 في مدينة غرابلاند بولاية تكساس وكانت روث أضغر أخوتها البالغ عددهم 12 أخا واختا حصلت سيمونز على درجة البكالوريوس في عام 1967 من جامعة ديلارد في مدينة نيواورلينز بولاية لويزيانا ونالت روث جان سيمونز على الماجستير والدكتوراه في عامي 1970 وعام 1973 على التوالي. أصبحت روث جان سيمونز عميدا على جامعة برنستون ما بين عامي 1983 إلى عام 1990. أصبحت روث جان سيمونز أول أمراة سوداء تشغل منصب رئيس كلية سميث وقد شغلت هذا المنصب من عام 1995 إلى عام 2001.